# Ngành Thân lỗ
Ngành Thân lỗ hay Động vật thân lỗ là một ngành động vật đa bào nguyên thủy., chúng như là nhóm chị em với nhóm Eumetazoa. Chúng là những sinh vật đa bào, cơ thể đầy lỗ chân lông và các lỗ cho phép nước lưu thông qua chúng, bao gồm mesohyl giống như thạch kẹp giữa hai lớp tế bào mỏng.
Có 9075 loài bọt biển, trong 702 chi và 140 họ.

## Mô tả
Chúng có cấu trúc tế bào tách biệt và phần lớn là sinh sống ở biển. Cơ thể động vật thân lỗ có hình cốc gồm các tế động vật sớm nhất, phát triển từ các tập đoàn tế bào. Đây là ngành động vật đơn giản và nguyên thủy nhất, có những mô khác nhau nhưng không có cơ, cơ quan bên trong, khả năng vận động, hệ thần kinh, hệ tiêu hóa và hệ tuần hoàn.
Động vật thân lỗ ăn bằng cách hút nước qua các lỗ trên cơ thể. Chúng có các tế bào không chuyên hoá có thể chuyển đổi thành các loại khác và thường di chuyển giữa các lớp tế bào chính và mesohyl trong quá trình này. Thay vào đó, hầu hết số này dựa vào việc duy trì một dòng chảy liên tục qua cơ thể để lấy thức ăn, oxy cũng như loại bỏ chất thải.

## Hình ảnh

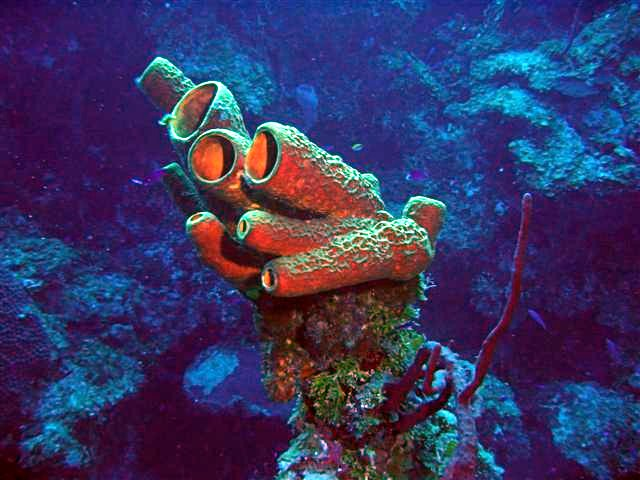
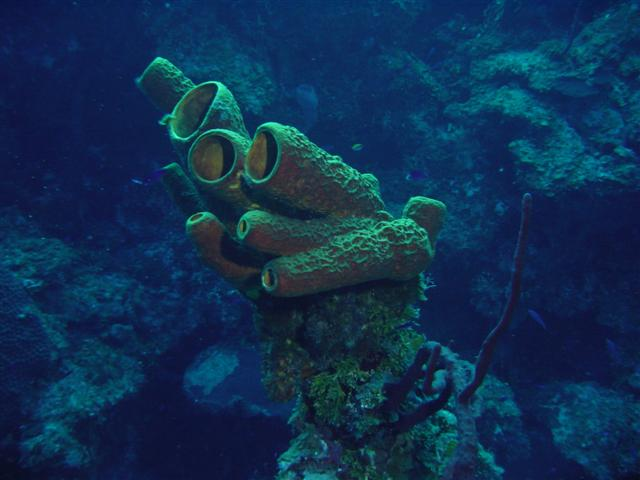
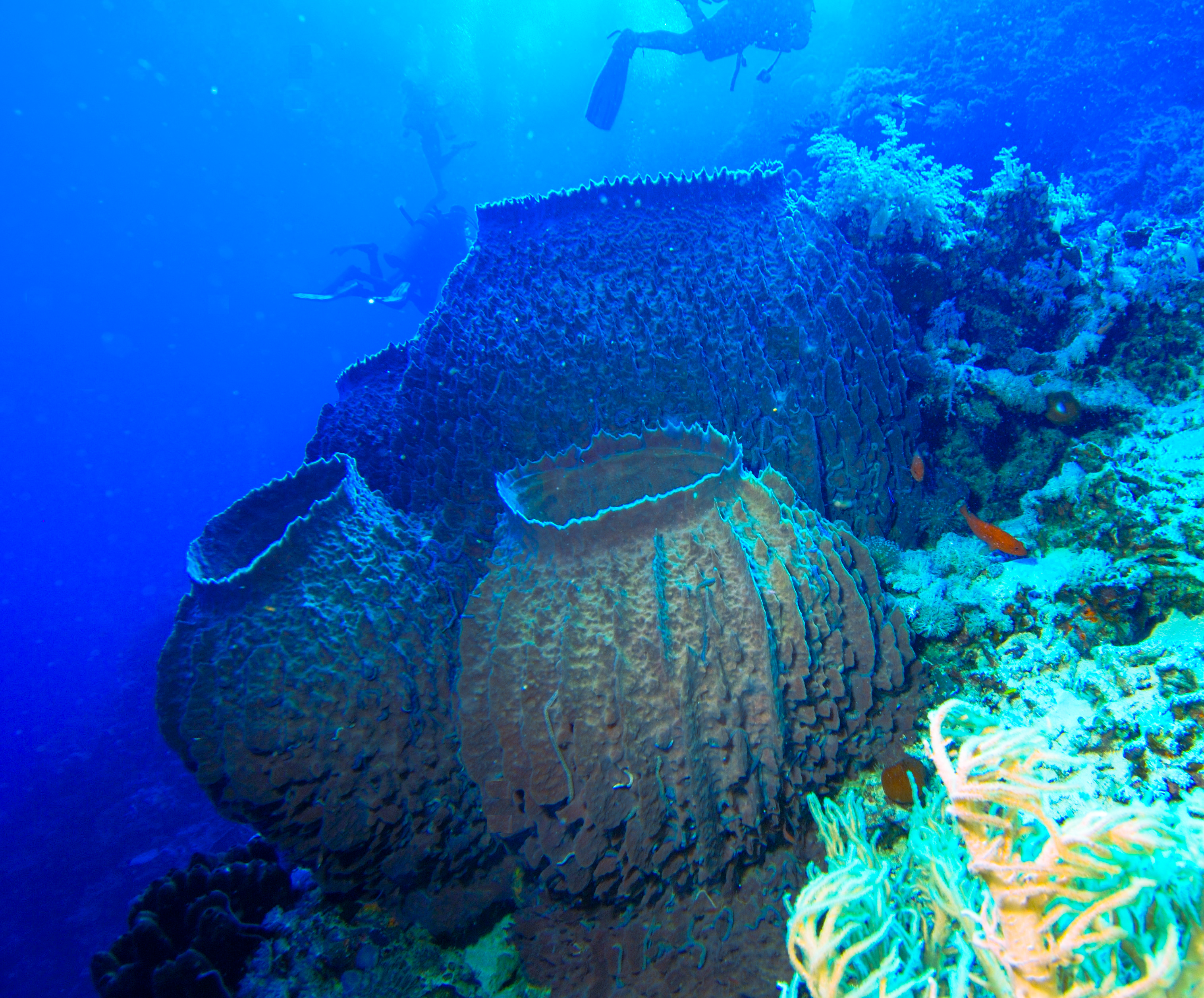
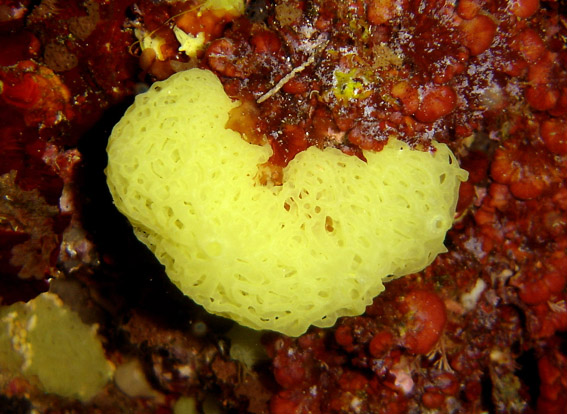